# Сур (Ліван)
Сур, Тір, Цор  (фінік. 𐤑𐤓, дав.-гр. Τύρος, араб. صور) — місто і морський порт на півдні Лівану, у давнину — незалежне місто-держава Тір.

## Історія

### Заснування
Заснування міста приписувалося богам. За легендою, Усоос приплив на колоді до острова, поставив дві ментра й окропив їх кров'ю жертовних тварин. За іншим переказом, острів плавав по хвилях; на ньому були дві скелі й між ними оливка, на якій сидів орел, він повинен був зупинитися, коли будь-хто припливе до нього й принесе в жертву орла. Це зробив перший мореплавець Усоос, і острів був прикріплений до дна. Геродоту говорили місцеві жерці, що місто їхнє засноване 23 століття тому, тобто в першій половині XXVIII століття до н. е.
Найдавніша згадка про Тір — в Амарнському листуванні. Князь Тіра Адімільку, принижуючись, просить свого сюзерена допомоги проти Сідону й амореїв; його замкнули на острові, у нього немає ані води, ані дров. У папірусі Anastasi I (XIV столітті до н. е.) Тір згадується як велике «місто на морі, до якого підвозять воду на кораблях і яке багате рибою більше, ніж піском».
Найдавніше поселення знаходилося дійсно на острові; на материку були тільки передмістя і кладовища, а ім'я материкового Палетіра («стародавній Тір») засновано за непорозуміння. Води на острові не було, вона була проведена з Рас-ель-Аїн до материкового узбережжя, а звідки її доставляли кораблями в місто (залишки водопроводу збереглися досі між Телль-Машуком і Рас-ель — Аїн); під час облоги доводилося збирати дощову воду. Острів мав дві гавані — сидонську на півночі і єгипетську на південному-сході; остання тепер засипана піском, і частина острова розмита морем.

### Найвище піднесення
Після навали народів моря і руйнування Сідону филистимлянами Тір швидко перетворився на найбільше і найвпливовіше місто Фінікії — його навіть називали «торжищем народів». Накопичені статки дали змогу цареві Хіраму (969-936) не лише розширити володіння Тіра на узбережжі, а й розпочати велике будівництво в самому місті — на землі, яку тірійці відвоювали в моря. Були зведені нові храми Мелькарта й Астарти, укріплені міські мури. Гостей міста вражали житла тірійців, які мали кілька поверхів і нагадували казкові вежі. Хірам уклав союз із ізраїльським царем Давидом. А давидовому сину Соломону надіслав будівничих та деревину для палацу і храму Ягве.
Проте в самому Тірі було неспокійно. Незаможні містяни вимагали надати їм земельні ділянки для ведення власного господарства. А знать остерігалася «надмірного» зміцнення царської влади. Коли трон успадкував онук Хірама, представники «поважних родин» змовилися між собою і вбили володаря. Розправилися змовники й з усіма царськими родичами. Врятуватися вдалося лише одному — його нібито сховав від убивць власний раб. Саме цього врятованого й проголосили новим володарем, коли заколот було придушено.
Заворушення, однак, не припинилися. Вже за кілька десятиріч нащадків Хірама таки усунули від влади, а царський трон захопив жрець храму Астарти Ітобаал I.

### Колонізація Східного Середземномор'я
Майже всі колонії фінікійців у західній частині Середземного моря (Кадіс, Утіка, Карфаген та багато ін.) були засновані вихідцями з Тіра. Міста-колонії визнавали гегемонію Тіра, вважали його бога — Мелькарта — своїм і посилали щорічну данину в його храм. Утіка, яка намагалася повстати проти Тіра, була упокоренна Хірамом.

### Доба смут, воєн і васалітету
За правління Ітобаала I Ассурназірпал Асирійський дійшов у своєму поході до Нар-ель-Кельба (876); Тір відкупився від нього дарами. Ітобаал I заснував Ботріс для захисту від ассирійців. При його онуці, Маттоне I, Салманасар II отримав дари (842) від Тіру, а за правління наступного царя, Пігмаліона, був похід Рамман-Нірарі (804 і 801), якому Тір також підносив дарунки. Тіглатпалассару III Тір сплатив 150 талантів; в анналах його згадуються царі Тіра Хірам II і Маттоне II (738, 734). Після них сидів Елулай, або Пюй (728 — 692), підпорядкував відпалих кіттійців в витримав переможно п'ятирічну облогу Салманасара IV.
Саргон хвалиться, що підпорядкував Тір, але Сінахерібу не вдалося впоратися з Елулаем, який приєднався до коаліції Тахарка та Єзекії. При Ассаргаддоні цар Тіра Баал спочатку підкорився Ассирії, потім приєднався до Єгипту, зазнав нападу, але, мабуть, не підкорився, хоча на сенджірлійскому барельєфі Ассаргаддон і зобразив його разом з Тахарком на мотузці біля ніг своїх (Берлін. музей). Ассурбаніпалу Баал повинен був підкоритися і дати йому в гарем свою дочку і в заручники — сина. Постійні облоги і війни послабили місто. Цим скористалися раби, які збунтувалися й перебили знать; царем був обраний Абдастарт (грец. Стратон). При Навуходоносорі Тір був на боці Єгипту та Юдеї. Вавилонський цар безуспішно тримав місто в облозі 13 років (з 587 р.), за царя Іттобале II. Однак знеможені громадяни вирішили укласти мир. Цар переселився в Вавилон; на його місце був поставлений Баал II (до 564), після якого в Тірі був знову переворот: царська влада замінилася "суддями "(шофет). Незабаром ворожа партія випросила з Вавилону царя Хірама III (552 — 532), при якому вавилонське панування замінилося перським.
Це панування Тір зносив спокійно і поставляв царям великий флот. Відмова пустити в місто Александром Македонським для принесення жертви Мелькарту спричинила за собою семимісячну облогу з насипом перешийка від берега до острова. Тіряни захищалися відчайдушно і не без успіху; гребля не багато б допомогла Александру, якби йому не вдалося зібрати великий флот з ворожих Тіру фінікійських міст. 8000 громадян загинуло, а цар Азімільк і вельможі, які врятувалися в храмі, були помилувані, 30000 осіб продано в рабство, але місто не було зруйноване і ще 17 років по тому трималося 15 місяців проти Антігона, будучи під владою Птолемеїв.

### Освітній та релігійний центр
У часи еллінізму Тір був одним зі освітніх центрів Середземномор'я — звідти родом античний науковець Порфирій, там також працювали історики Менандр Ефеський (Пергамський) та Дій та географ й картограф Марін. У Юдейську війну місто підтримувало римлян. Християнство з'явилося в Тірі рано; тут тиждень жив Апостол Павло (Дії XXI, 3); у місті незадовго з'явився єпископ (святий Дорофей та ін.) У період гонінь деякі християни Тіру зазнали мученицької смерті; лише за імператора Діоклетіана тут постраждало 156 мучеників. У Тірі також помер Ориген.
В Абісинію проповідь християнства була занесена тірянами. Перший храм був побудований за Костянтина Великого тірським єпископом і урочисто освячено в 314 р. Євсевій Кесарійський детально описує другий тірський храм, на півдненному-сході міста, що був освячений ним в 335 р. У Тірі відбувався собор у справі Афанасія Олександрійського. Пізніше архієпископом міста був Вільгельм Тірський, відомий також як історик.

### Від Хрестових походів до сучасності
У Середні віки Тір був одним з головних міст Сходу. Місто було багатим, промислово розвинутим (особливо славилося скляними виробами) та вважалося неприступним. Тільки завдяки розбрату серед мусульман і за сприяння венеційського флоту, королю Єрусалиму Балдуїну II вдалося 1124 року підкорити місто. Облога Тіра Саладіном 1187 року була безуспішною — завдяки Конраду де Монферрат місто вистояло.
В 1190 тут був похований Фрідріх Барбаросса. 1291 року Тір зруйнували мусульмани. Відтоді місто прийшло в занепад, попри зусилля Фахреддіна відродити його славу. 1837 року Тір сильно постраждав від землетрусу. В наш час[коли?] на місці Тіра знаходиться Сур — гарне містечко, яке, однак, не має великого значення, оскільки торгівля перейшла до Бейрута. Населення Сура — бл. 6000 жителів, з них — 2700 мусульман і 2500 християн. Більшість православних свого часу возз'єдналися з Католицькою церквою, утворивши Мелькітську греко-католицьку церкву. Міську громаду Сура очолює архієпископ тірський. Місто розташоване на Півночі колишнього острова, тепер сполученого з берегом.

## Транспорт

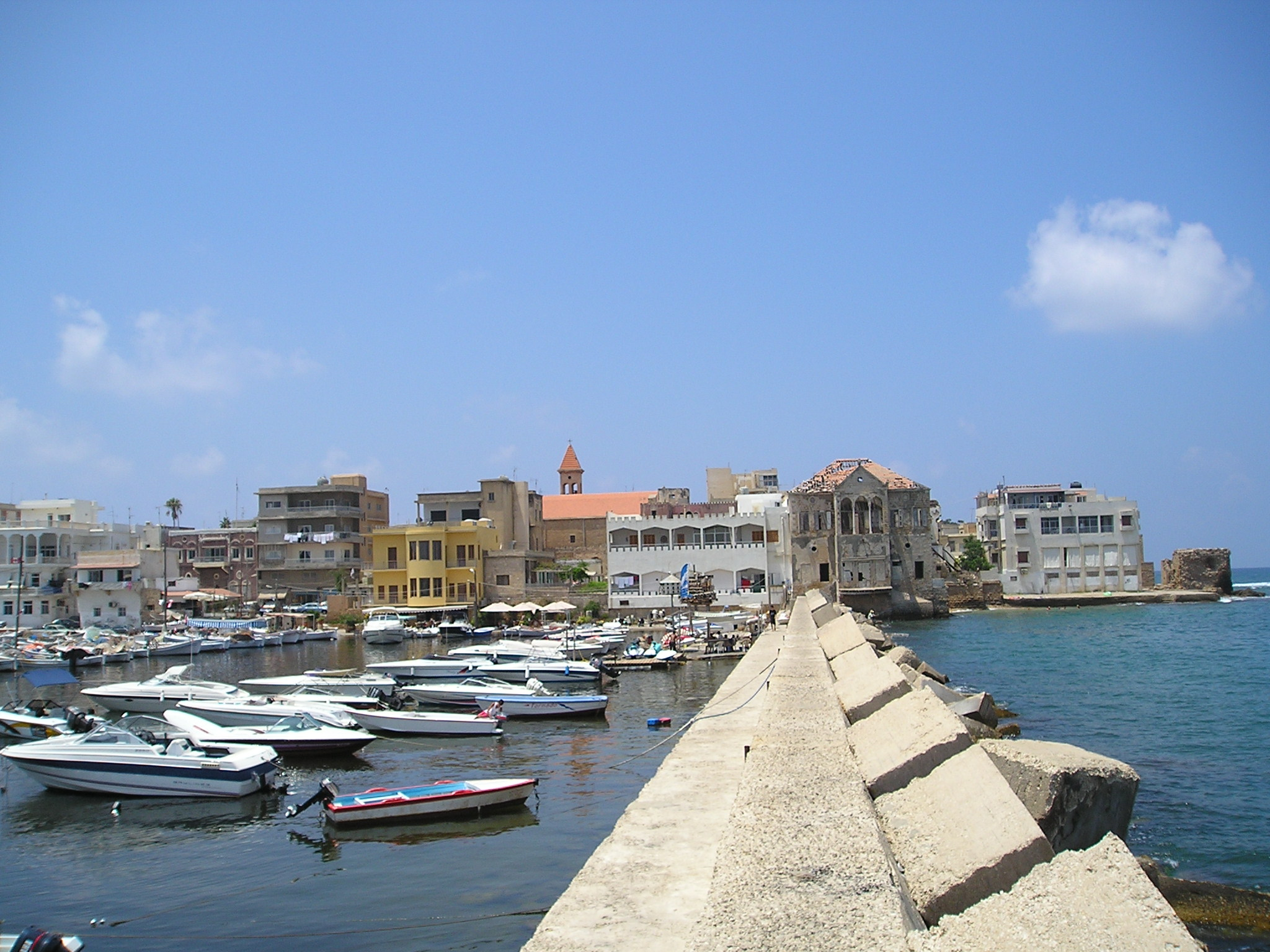
Гавань Сура, 2006 р.

### Колонії Тіра
| - Мелос - Фера - Ахея Родоська - Тапс Сицилійський - Гадес - Лікс - Утіка - Абдера - Ботріс - Ауза - Кітій - Карфаген Кіпрський - Аматунт | - Мотія - Солунт - Панорм - Малет - Марсашлок - Рас іль-Вардія - Сульх - Бітія - Тарос - Нора - Караліс - Абуль - Тінгіс - Арамбіс | - Карфаген - Гіппон Акра - Гадрумет - Лептіс - Неаполь Лівійський - Гуммі - Тапс Африканський - Оя - Сабрата - Кальпе - Русадір - Абіла - Малака |